# Pénalité de méconduite pour le match
Ne doit pas être confondu avec pénalité de match (hockey sur glace) ou pénalité majeure (hockey sur glace).
Une pénalité de méconduite pour le match au hockey sur glace est un type de pénalité qui sanctionne une faute plus grave qu'une pénalité mineure ou une pénalité de méconduite mais moins grave qu'une pénalité majeure (5 minutes + 20 minutes automatiques de méconduite pour le match) ou une pénalité de match. L'arbitre peut sanctionner par cette pénalité tout joueur ayant commis une faute passible de pénalité s'il estime qu'une pénalité de méconduite serait trop courte.
Les juges de ligne sont habilités à siffler une pénalité de méconduite pour le match et à la signaler à l'arbitre.

## Déroulement de la pénalité
Le joueur fautif (y compris s'il s'agit du gardien) va au vestiaire pour le reste du match. Il n'y a pas d'infériorité numérique pour son équipe. Un match de suspension pour la deuxième pénalité similaire dans la saison.

## Pénalité majeure + Pénalité automatique de méconduite pour le match
L'arbitre peut aussi sanctionner le joueur par une pénalité majeure plus une pénalité automatique de méconduite pour le match (5+20 minutes). Dans ce cas, la pénalité majeure est effectuée par un substitut, qui doit être présent sur la glace au moment de la faute, mais ne peut pas être un gardien.

## Deuxième pénalité de méconduite
Un joueur qui prend deux pénalités de méconduite dans le même match est automatiquement sanctionné par une méconduite pour le match.